# Lycosa leuckarti
Lycosa leuckarti är en spindelart som först beskrevs av Tord Tamerlan Teodor Thorell 1870.  Lycosa leuckarti ingår i släktet Lycosa och familjen vargspindlar. Inga underarter finns listade i Catalogue of Life.